# Епархия Норуича
Епархия Норуича (лат. Dioecesis Norvicensis) — епархия Римско-Католической церкви с центром в городе Норуич, США. Епархия Норуича входит в митрополию Хартфорда. Кафедральным собором епархии Норуича является Собор Святого Патрика.

## История
6 августа 1953 года Римский папа Пий XII издал буллу Divina illa, которой учредил епархию Норуича, выделив её из архиепархии Хартфорда.

## Ординарии епархии
- епископ Бернард Джозеф Фланаган[англ.] (01.09.1953 — 08.08.1959) — назначен епископом Вустера
- епископ Винсент Джозеф Хайнс[англ.] (27.11.1959 — 05.06.1975)
- епископ Дэниэль Патрик Рейлли[англ.] (05.06.1975 — 27.10.1994) — назначен епископом Вустера
- епископ Дэниел Энтони Харт[англ.] (12.09.1995 — 11.03.2003)
- епископ Майкл Ричард Кот[англ.] (11.03.2003 — 03.09.2024)
- епископ Ричард Фрэнсис Рейди[англ.] (с 12.02.2025)

## Колледж и семинария Святых Апостолов
В епархии находится Колледж и семинария Святых Апостолов, совет директоров которого возглавляет епископ Норуича.

## Источник
- Annuario Pontificio, Libreria Editrice Vaticana, Città del Vaticano, 2003, ISBN 88-209-7422-3
- Булла Divina illa, AAS 45 (1953), стр. 842  (лат.)